# قنطيون إفريقي شبه سيبنلستي
قنطيون أفريقي شبه سيبنلستي (الاسم العلمي:Afrocanthium parasiebenlistii) هو نوع من النباتات يتبع جنس القنطيون الأفريقي من الفصيلة الفوية.